# Nicolas Arnoult
Pour les articles homonymes, voir Arnoult.
Nicolas Arnoult, né vers 1650 et mort à Paris vers 1722 est un graveur français.

## Biographie
Nicolas Arnoult est un graveur et éditeur d'estampes spécialisé dans la gravure de mode, les allégories et les portraits.
Il est installé à Paris de 1680 à 1696 dans la rue de la Fromagerie qui a disparu en 1857 lors de la construction des halles centrales.

## Œuvres dans les collections publiques
- Aux États-Unis
  - Boston, musée des beaux-arts : Le Matin[1], L'Escarpolette[2], L'Air[3], Jeu de quilles[4], Francoise d' Aubigné, Marquise de Maintenon[5]
  - Los Angeles, musée d'art du comté de Los Angeles : Homme de qualité en habit d'épée[6], Femme de qualité, en habit d'été, d'étoffe siamoise[7]
  - New York, Metropolitan Museum of Art : L'Âge de fer[8]

- En France
  - Lille, musée des beaux-arts :
  - Paris
    - Bibliothèque nationale de France, Gallica :
    - École nationale supérieure des beaux-arts : Le Jeu du volant[9], Le Jeu de boules[10]
    - Musée du Louvre, Département des arts graphiques[11] : Le Galant dupé[12], Femme de qualité lisant le Mercure Galant[13], Louis le Grand, la terreur et l'admiration de l'Univers[14], Dame en falbala à la Promenade aux Tuileries[15], etc.

  - Rennes, musée des beaux-arts : Louis Monseigneur Dauphin de France[16]
  - Rouen, musée national de l'Éducation : Le Jeu de Dames[17], Le Jeu des échecs[18], Le Jeu de quille[19], Le Jeu du volant[20], Françoise d'Aubigné, marquise de Maintenon[21], Demoiselle de St-Cyr de la 2e classe, portant le ruban jaune[22].
  - Versailles, musée de l'Histoire de France : La famille de S.A.R., le duc Savoie, prince de Piémont, roi de Chypre[23], Louis de France, duc de Bourgogne[24]

- Au Royaume-Uni
  - Londres, British Museum : L'Amérique[25], L'Afrique[26], L'Asie[27], L'Europe[28]

## Galerie

Portraits
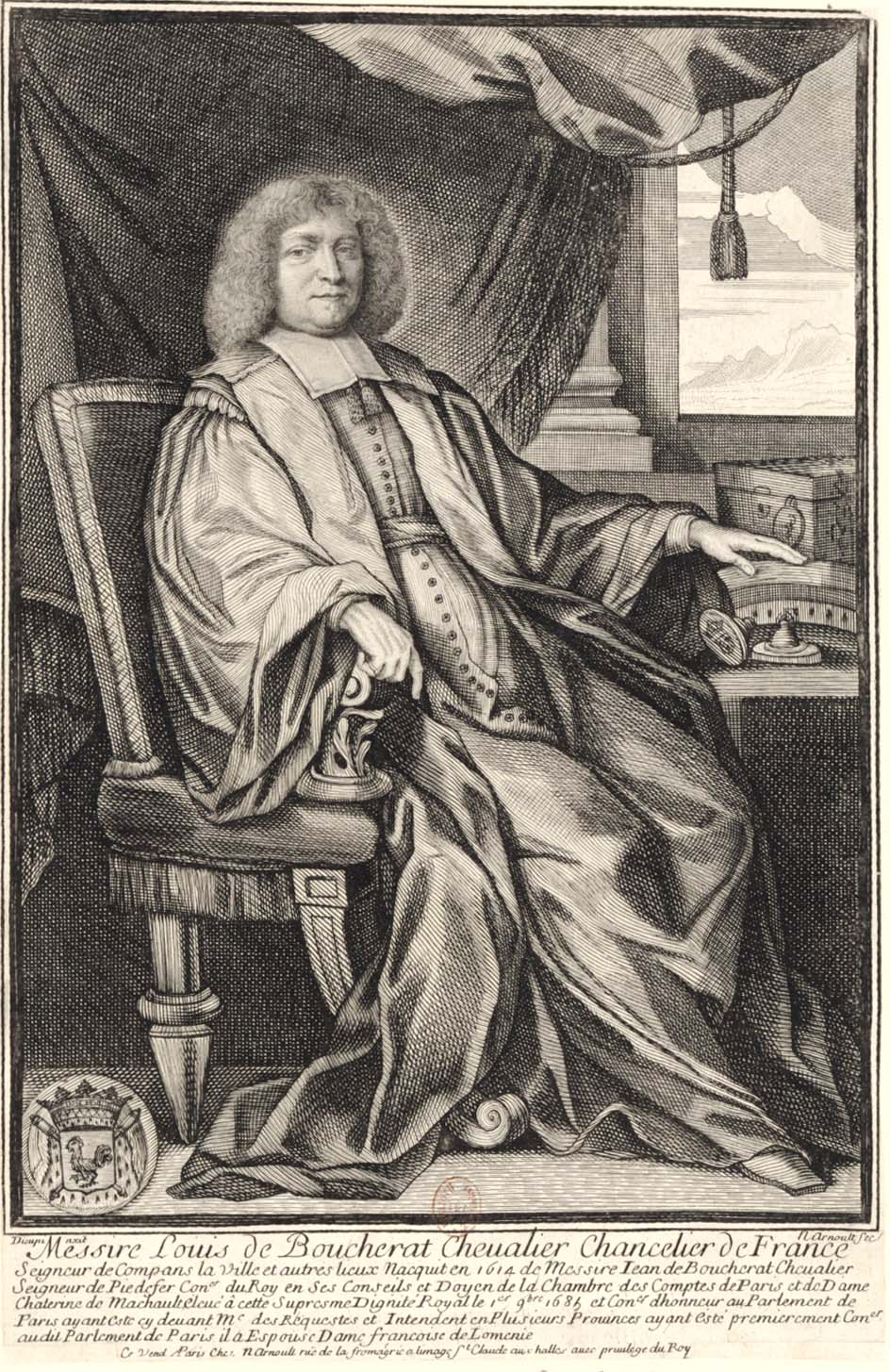
Louis Boucherat, Gallica
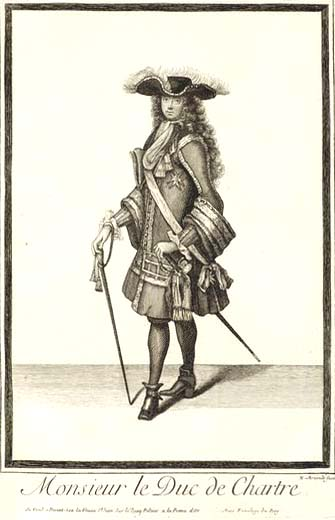
Le duc de Chatres, Musée du Louvre
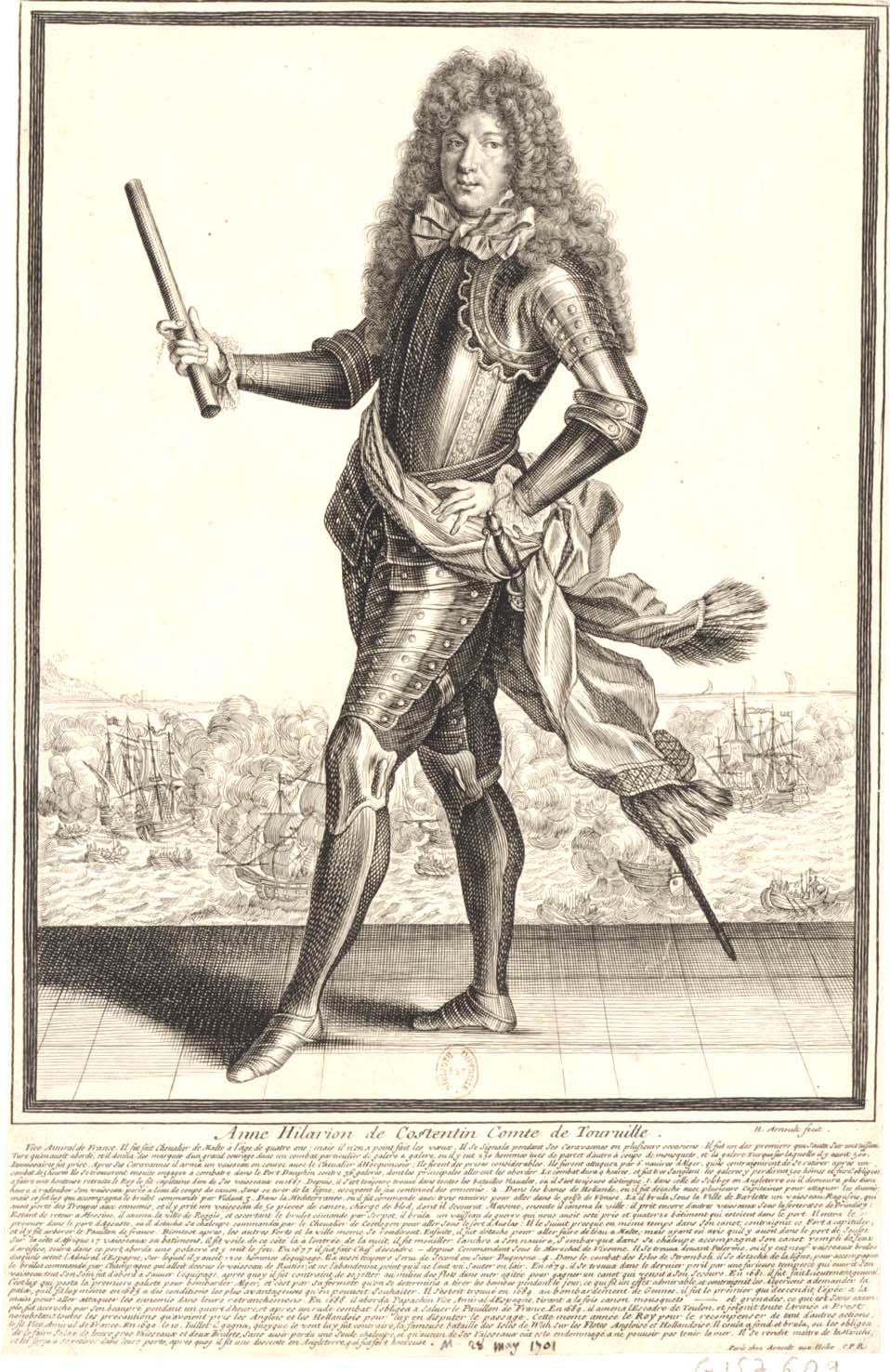
Anne Hilarion de Costentin, Gallica
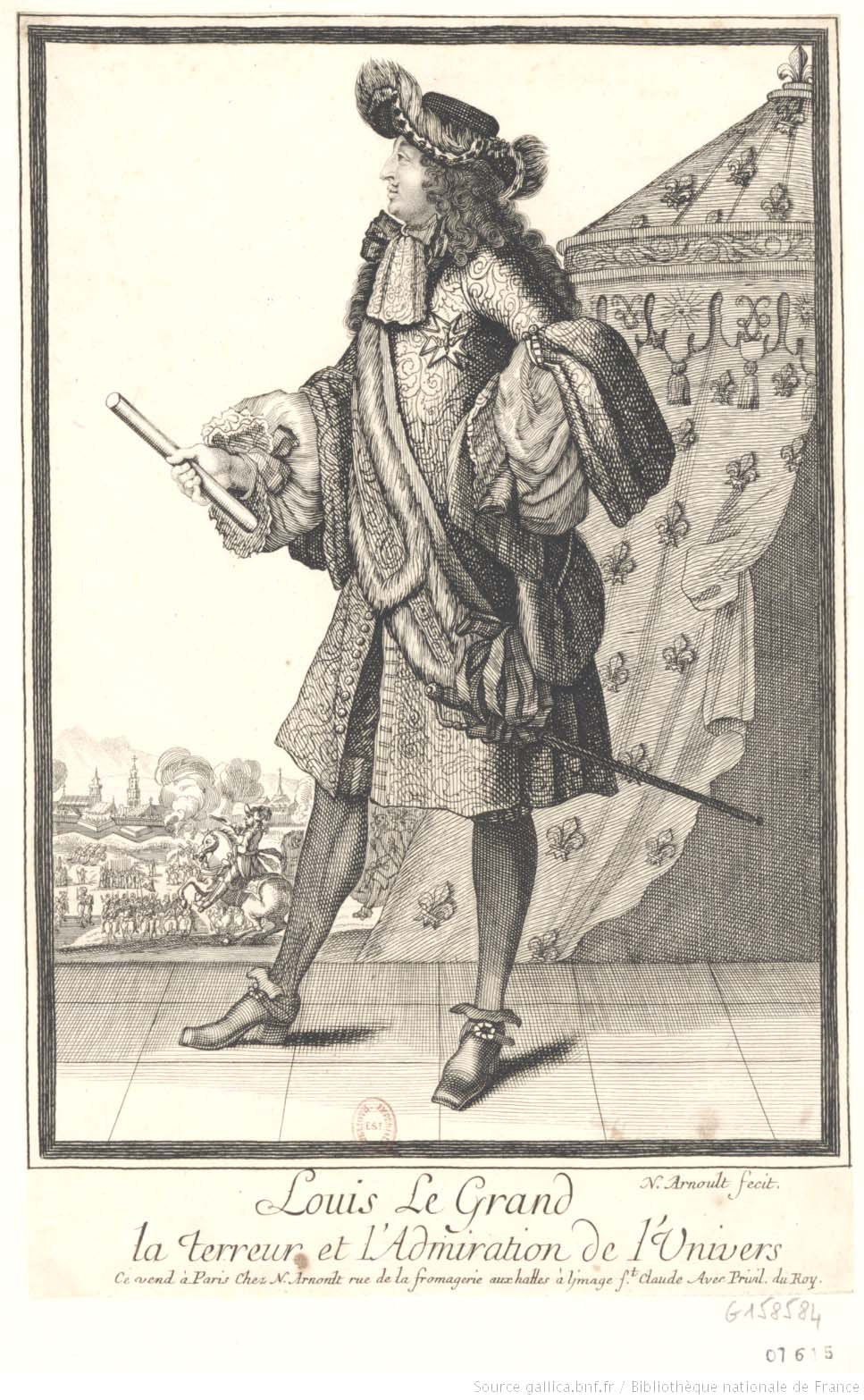
Louis XIV, Gallica
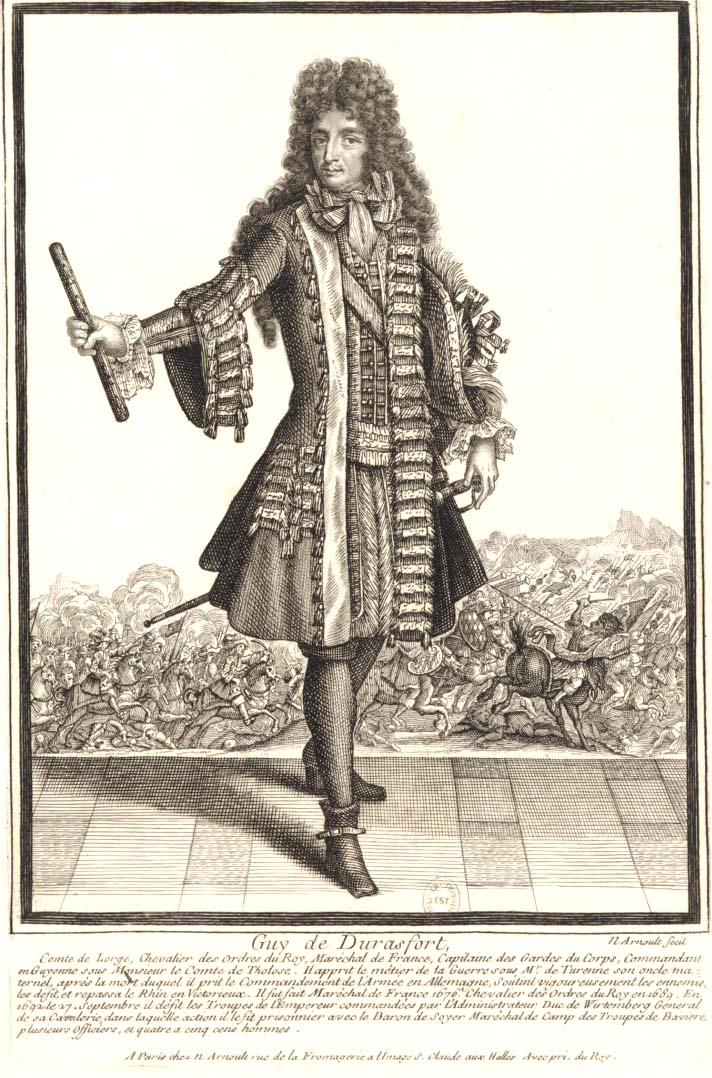
Guy de Durasfort, comte de Lorge, Gallica
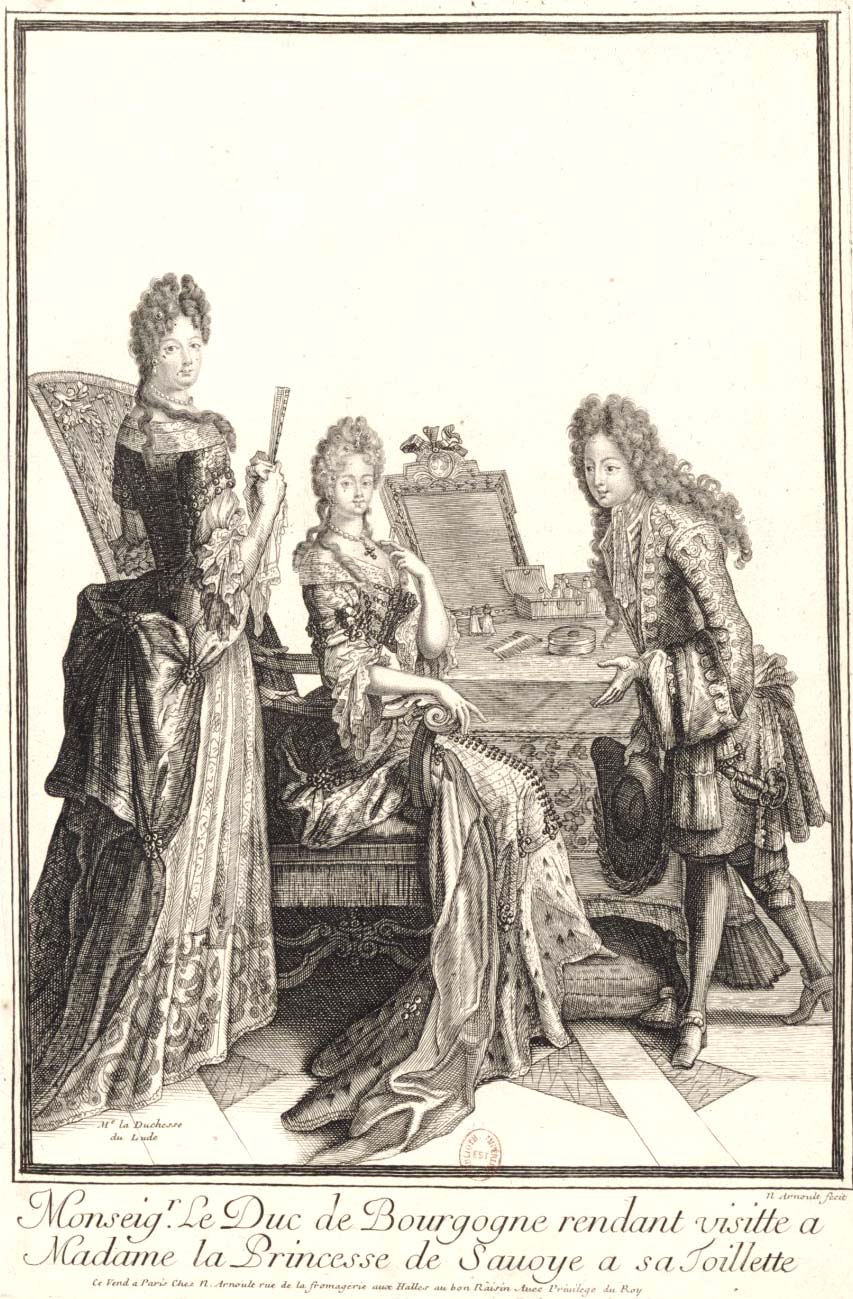
Monseigeur le Duc de Bourgogne, Gallica

Gravures diverses
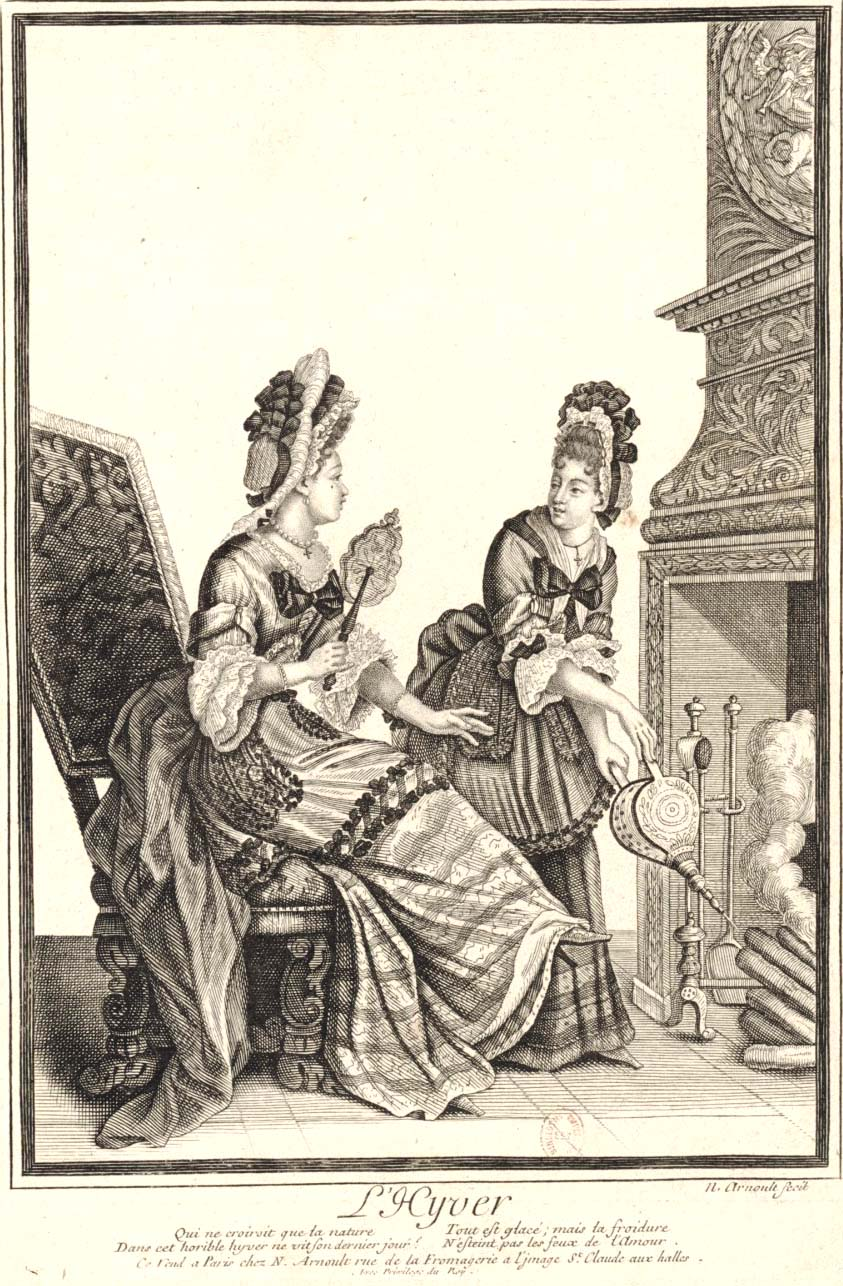
Deux femmes assises devant une cheminée, Gallica
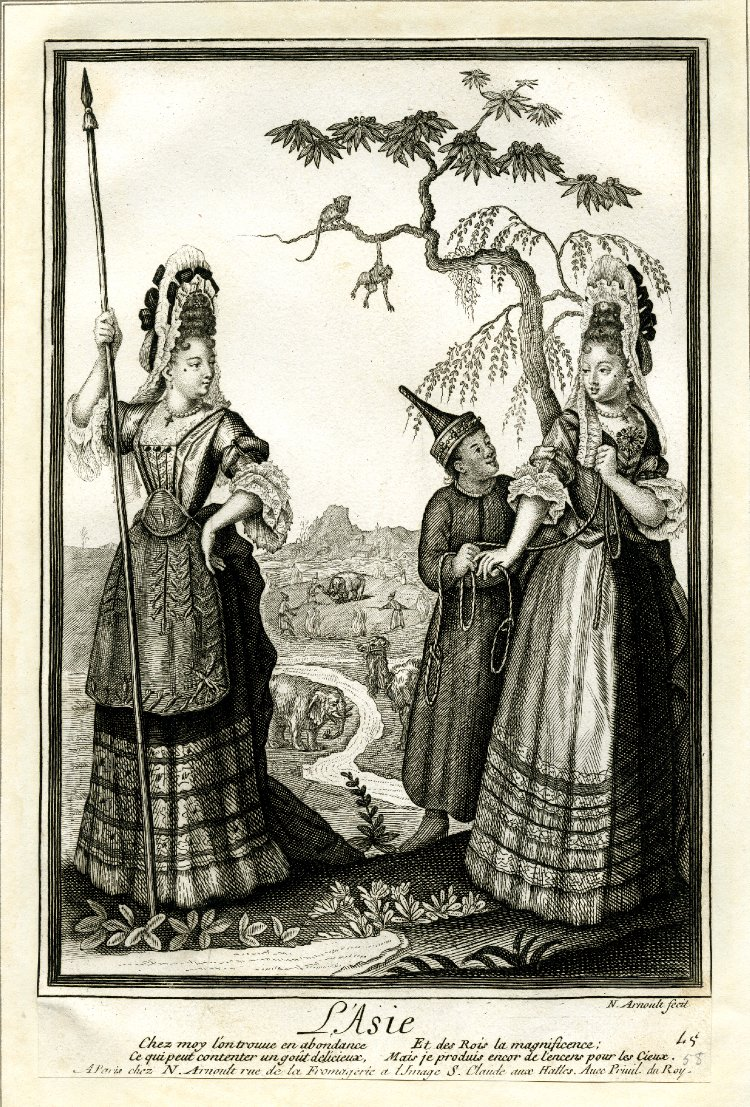
L'Asie, British Museum
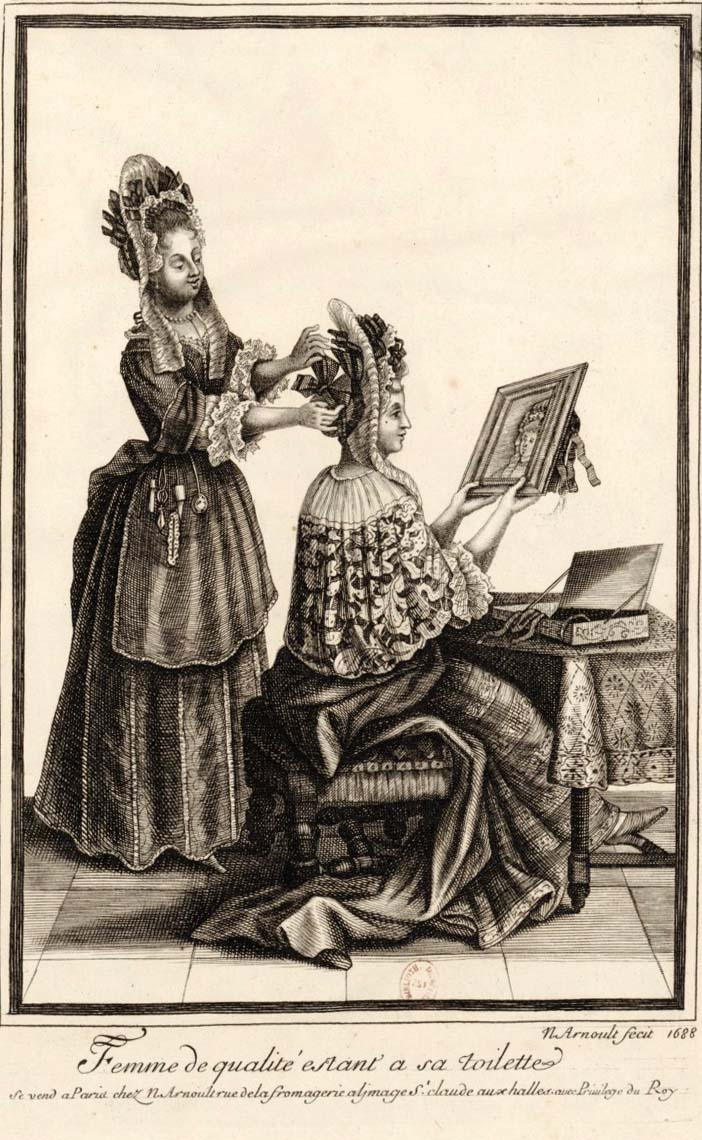
Femme de qualité à sa toilette, Gallica
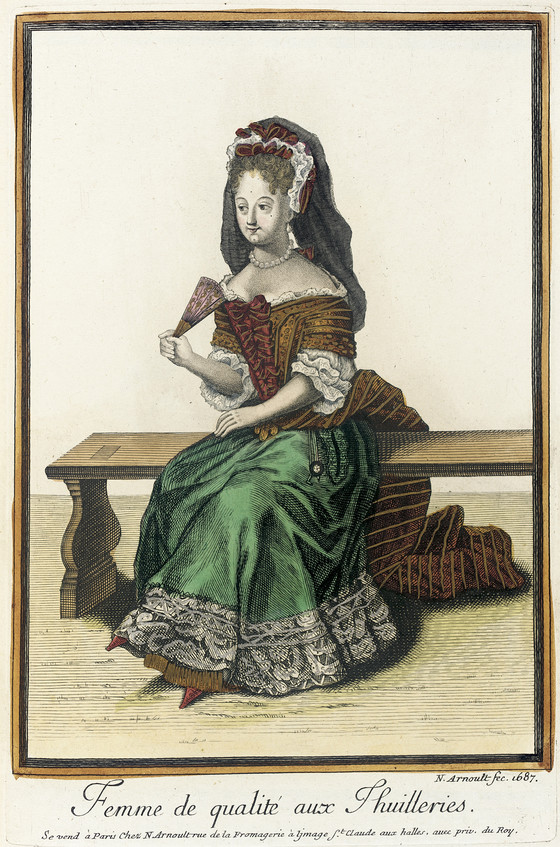
Femme de qualité aux tuileries, Musée d'art de Los-Angeles